# 第131独立偵察大隊 (ウクライナ陸軍)
第131独立偵察大隊（だい131どくりつていさつだいたい、ウクライナ語: 131-й окремий розвідувальний батальйон）は、ウクライナ陸軍の大隊。南部作戦管区隷下。

## 歴史

### ドンバス戦争

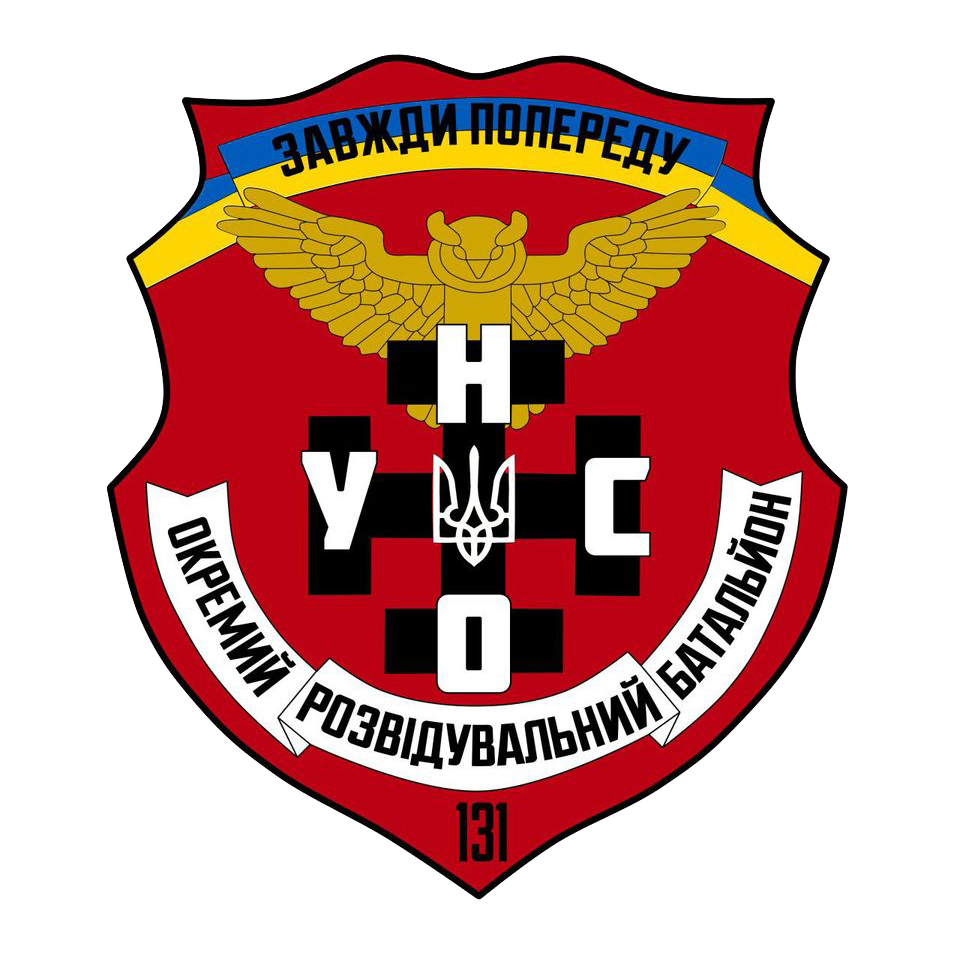
旧第131独立偵察大隊章

2014年4月1日、ドンバス戦争の影響に伴い、志願兵を主体にヴィーンヌィツャ州で創設された。2015年5月から最前線の東部ドネツィク州、ルハーンシク州に配備され、7月にマリウポリ方面のシロキネ解放に貢献した。

### ロシアのウクライナ侵攻

旧第131独立偵察大隊章

2022年2月24日、ロシアのウクライナ侵攻で南部オデーサ州、ムィコラーイウ州、ヘルソン州に配備され、11月にスニフリウカを解放した。以降は北東部ハルキウ州クプヤンシク方面、東部ドネツィク州リマン方面を偵察した。
2023年9月29日、ウォロディミル・ゼレンスキー大統領より、名誉称号「イェヴヘーン・コノヴァーレツ」を授与された。

## 編制
- 大隊本部（フシュチンツィ）
- 第1偵察中隊
- 第2偵察中隊
- 深部偵察中隊
- 火力支援中隊
- 無人機中隊
- 整備小隊
- 補給小隊
- 衛生所